# Міккель Діскеруд
Міккель Діскеруд (англ. Mikkel Diskerud, нар. 2 жовтня 1990, Осло) — американський футболіст норвезького походження, півзахисник кіпрського клубу «Омонія» і національної збірної США.

## Клубна кар'єра
Народився 2 жовтня 1990 року в місті Осло. Вихованець футбольної школи клубу «Стабек». 
Дорослу футбольну кар'єру розпочав 2008 року в основній команді того ж клубу. В першому ж сезоні його клуб виграв чемпіонат країни та дійшов до фіналу кубку, а на наступний рік «Стабек» виграв суперкубок та став бронзовим призером чемпіонату. Всього провів за «Стабек» чотири сезони, взявши участь у 81 матчі чемпіонату. Починаючи з сезону 2009 року постійно був основним гравцем команди.
Своєю грою за цю команду привернув увагу представників тренерського штабу бельгійського «Гента», до складу якого на правах оренди до кінця сезону приєднався 31 січня 2012 року, проте не зміг закріпитись у команді і влітку повернувся на батьківщину.
До складу «Русенборга» приєднався 9 серпня 2012 року. Відіграти за команду з Тронгейма 2,5 сезони, провівши 59 матчів в національному чемпіонаті.
З початку 2015 року став гравцем американського «Нью-Йорк Сіті».

## Виступи за збірні
2008 року дебютував у складі юнацької збірної Норвегії, взяв участь у 4 іграх на юнацькому рівні.
Протягом 2008-2009 років залучався до складу молодіжної збірної США, разом з якою брав участь у молодіжному чемпіонаті світу 2009 року. Всього на молодіжному рівні зіграв у 3 офіційних матчах, забив 1 гол.
Так як мати Діскеруда американка, а батько — норвежець, то Міккель мав право виступати за обидві збірні. Тому він заявив, що буде виступати за ту збірну, яка перша його запросить. Так, 17 листопада 2010 року дебютував в офіційних матчах у складі національної збірної США в товариському маті проти збірної ПАР.
Наразі провів у формі головної команди країни 38 матчів, в яких забив 6 голів.

## Статистика виступів
Станом на кінець сезону 2012 року

### Статистика клубних виступів
| Сезон              | Клуб               | Чемпіонат          | Чемпіонат | Чемпіонат | Національний кубок | Національний кубок | Національний кубок | Континентальні кубки | Континентальні кубки | Континентальні кубки | Суперкубок | Суперкубок | Суперкубок | Усього | Усього |
| Сезон              | Клуб               | Ліга               | Ігор      | Голів     | Ліга               | Ігор               | Голів              | Ліга                 | Ігор                 | Голів                | Ліга       | Ігор       | Голів      | Ігор   | Голів  |
| ------------------ | ------------------ | ------------------ | --------- | --------- | ------------------ | ------------------ | ------------------ | -------------------- | -------------------- | -------------------- | ---------- | ---------- | ---------- | ------ | ------ |
| 2008               | «Стабек»           | T                  | 0         | 0         | КН                 | 2                  | 0                  | КУЄФА                | —                    | —                    | —          | —          | —          | 2      | 0      |
| 2009               | «Стабек»           | T                  | 21        | 3         | КН                 | 1                  | 0                  | ЛЧ+ЛЄ                | 3+2                  | 0                    | СН         | 1          | 0          | 28     | 3      |
| 2010               | «Стабек»           | T                  | 30        | 4         | КН                 | 3                  | 2                  | ЛЄ                   | 2                    | 0                    | —          | —          | —          | 35     | 6      |
| 2011               | «Стабек»           | T                  | 30        | 3         | КН                 | 3                  | 0                  | —                    | —                    | —                    | —          | —          | —          | 33     | 3      |
| Усього за «Стабек» | Усього за «Стабек» | Усього за «Стабек» | 81        | 10        |                    | 9                  | 2                  |                      | 7                    | 0                    |            | 1          | 0          | 98     | 12     |
| 2011-12            | «Гент»             | ПЛ                 | 6         | 0         | КБ                 | —                  | —                  | —                    | —                    | —                    | —          | —          | —          | 6      | 0      |
| 2012               | «Русенборг»        | T                  | 11        | 1         | КН                 | 0                  | 0                  | ЛЄ                   | 6                    | 1                    | —          | —          | —          | 17     | 2      |
| Усього             | Усього             | Усього             | 98        | 11        |                    | 10                 | 3                  |                      | 13                   | 1                    |            | 1          | 0          | 121    | 15     |

### Статистика виступів за збірну
| Дата       | Місто     | Господарі | Результат | Гості | Турнір           | Голи | Примітки |
| ---------- | --------- | --------- | --------- | ----- | ---------------- | ---- | -------- |
| 17/11/2010 | Кейптаун  | ПАР       | 0 – 1     | США   | товариський матч | -    |          |
| 22/01/2011 | Карсон    | США       | 1 – 1     | Чилі  | товариський матч | -    |          |
| 14/11/2012 | Краснодар | Росія     | 2 – 2     | США   | товариський матч | 1    |          |
| Усього     |           | Матчів    | 3         |       | Голів            | 1    |          |

## Титули і досягнення
- Володар Суперкубка Норвегії (1):

«Стабек»: 2009
- Володар Золотого кубка КОНКАКАФ (1):

США: 2013
- Володар Суперкубка Кіпру (1):

«Омонія»: 2021
- Володар Кубка Кіпру (2):

«Омонія»: 2021-22, 2022-23